# Jardineries Truffaut
Pour les articles homonymes, voir Truffaut.
 (décembre 2021).
Truffaut est une entreprise française dont le premier établissement a été fondé en 1824. Aujourd'hui, c'est une jardinerie, propriété des Établissements horticoles Georges Truffaut.

## Histoire

### Fondation et histoire des premiers établissements Truffaut
Le premier établissement Truffaut a été fondé en 1824, par Charles Truffaut père (1795-1865). Il était situé rue de Noailles à Versailles, et était spécialisé dans les légumes rares et les fruits frais.
En raison de l'ouverture de la ligne de chemin de fer Paris-Montparnasse à Versailles (rive gauche), en 1838, l'établissement est exproprié et s'installe 40 rue des Chantiers dans une ancienne dépendance du chenil royal. On y cultive des cerisiers et  des fraisiers et pour continuer à approvisionner la capitale de fruits frais d'exception, on installe une serre destinée à la culture d'ananas, de raisins et de melons. Charles Truffaut relance également la sélection de reines marguerites qu'avait déjà faite son aïeul sous Louis XV.
Son fils Charles Truffaut (1818-1895), reprend l'affaire familiale en 1844. Il oriente les activités de l'établissement vers la culture de lamiacées et des plantes bulbeuses auxquelles il ajoute, à partir de 1850, la culture des plantes de terre de bruyère : rhododendrons, azalées et camélias.
Charles Truffaut père obtient une médaille d'or à l'Exposition universelle de Paris de 1855. Il devient à cette époque vice-président de la Société nationale d'horticulture et acquiert une renommée internationale.
En 1860, il produit alors des plantes de serres tempérées, des plantes à feuillage ornemental et en particulier des palmiers.
Après s'être formé  à l'étranger, en 1868-1869, Armand-Albert Truffaut, fils de Charles Truffaut (1818-1895), lui succède. La culture des plantes en serre connaît alors une grande extension.
En 1895, l'établissement comporte alors 27 serres et plus de 1 000 châssis, la culture était principalement spécialisée dans la production d'orchidées, de broméliacées, de rhododendrons, d'azalées et de plantes à fleurs forcées.
En 1910, Ferdinand-Albert Truffaut (1874-1950), fils cadet d'Armand-Albert Truffaut, rejoint son père au sein des établissements Truffaut et en prend sa direction. L'entreprise prend alors de l'ampleur jusqu'à l'avènement de la Première Guerre mondiale.
Lors de l'agrandissement de la gare des Chantiers, en 1921 l'établissement est exproprié. Un nouvel établissement est alors installé, en 1922, par Ferdinand-Albert, au 60 boulevard de la République à Versailles « les Établissements Ferdinand-Albert Truffaut ».

### Fondation et histoire des établissements et laboratoires Georges Truffaut
En 1897, Georges Truffaut, fils d'Armand-Albert Truffaut, ouvre sa propre entreprise, les établissements et les laboratoires Georges Truffaut 39 avenue de Picardie à Versailles. Il développe progressivement toutes ses activités de recherche. Il fonde des laboratoires et une usine d'engrais horticoles. Ils occupent une superficie de 70 000 m2, répartie sur trois sites: Au 90 avenue de Paris, sur 29 000 m2. On y trouve[style à revoir] les laboratoires, les bureaux de vente, les jardins d'expériences, la roseraie ainsi que le jardin naturel. Au Chesnay, sur 30 000 m2 se trouvent les champs destinés à la sélection des graines et des plants qui sont ensuite envoyés dans les cultures de provinces pour la multiplication. À Porchefontaine, une usine produit de l'engrais. Le service d'emballages, le stock de matières premières et de la quincaillerie horticole y sont également installés.
En 1906, en raison de l'importante extension des établissements, l'usine et les services sont transférés au 90 avenue de Paris. Il crée des jardins d'expériences sur 3 hectares, un jardin naturel sur une superficie de 3 000 m2. Il était traversé par une rivière et également un jardin pompéien dans un style XVIIIe siècle, dans les établissements horticoles de l'avenue de Paris à Versailles.
En 1911, Georges Truffaut lance Jardinage (Comment on soigne son jardin), la première revue mensuelle en France sur le jardinage, tirée à 50 000 exemplaires. Il ouvre en Suisse une usine de production d'insecticides. En 1912, la roseraie est inaugurée dans un style Louis XVI. Elle occupe une superficie d'un hectare, au centre du jardin, il y avait une magnifique pièce d'eau. Elle est composée de 400 variétés de roses.

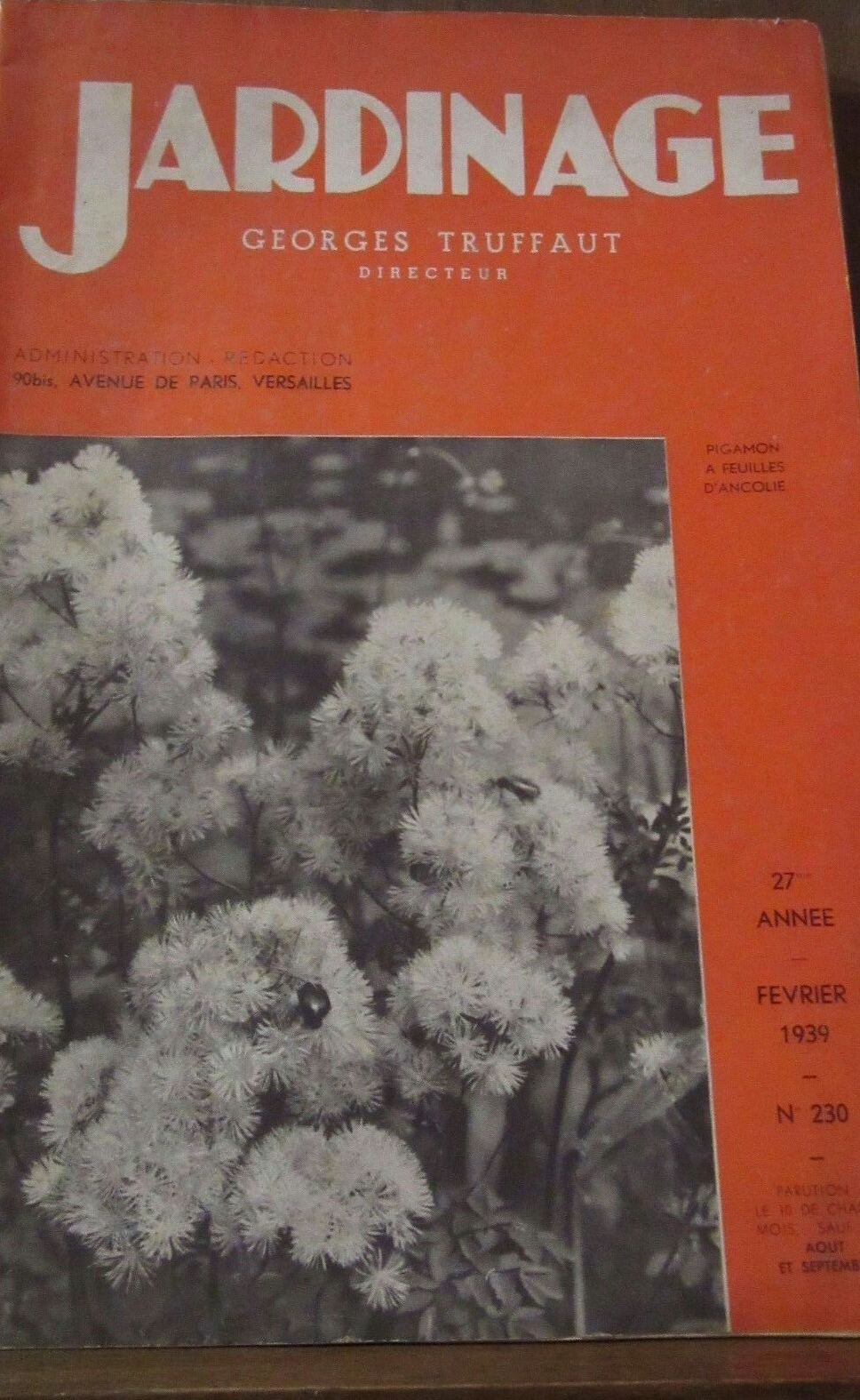
Revue Jardinage, février 1939.

En 1914, il lance la première encyclopédie horticole Comment on soigne son jardin.
En 1914 - 1918, il crée les pépinières nationales de Trianon, avec d'autres horticulteurs et qui fourniront à l'Armée française des millions de plants de légumes, pas moins de 34 000 jardiniers y travaillent.
En 1919, il lance les cultures de rosiers, graines sélectionnées et de plantes vivaces au Chesnay. Cette même année, il bâtit son usine d'engrais et de spécialités rue de Viroflay à Porchefontaine.
En 1923, Georges Truffaut lance le premier catalogue de vente par correspondance, il reçoit la croix de chevalier de légion d'honneur pour ses services rendus à la nation durant la Première Guerre mondiale. C'est également cette année en raison de l'évolution importante de ses affaires, que Georges truffaut cède les établissements, les laboratoires et ses journaux à la S.A des établissements et laboratoires Georges Truffaut au capital de 4 millions de francs Germinal ou francs-or. Il en est le président du conseil d'administration et l'administrateur délégué.
En 1924, les 14 et 15 juin, l’entreprise fête son centenaire sous la présidence d’Armand-Albert Truffaut, à la Roseraie de Versailles créée par Georges Truffaut en 1912 et où se trouvaient les Établissements et Laboratoires Georges Truffaut.
En 1926, il anime une émission de radio consacrée au jardinage, les « Conseils jardin ». Le premier établissement Truffaut ouvre à Paris au 24 avenue Victoria (le magasin existe toujours, mais abrite une autre enseigne). Cette ouverture marque le grand lancement de l’enseigne. S'ensuivirent d'autres magasins en France, à l'étranger en Belgique, en Algérie française, et dans le protectorat du Maroc...
À l'automne 1932, la revue Jardinage n'est plus dirigée par les Éts Georges Truffaut, mais par la Société pour le développement du jardinage en France. Une nouvelle ligne éditoriale est mise en place et la revue adopte une nouvelle charte graphique. Elle se nomme désormais Jardinage (le jardin, la maison, la basse-cour). Mais après cinq numéros, la Société pour le développement du jardinage en France est dans l'impossibilité de continuer l'édition à la suite de difficultés dues à l'administration des Postes. Le siège ainsi que la rédaction et l’administration réintègrent les Ets Georges Truffaut.
En 1945, l’enseigne commence son implantation dans toute la France.
En 1949, 18 succursales existent en France : à Amiens (rue Ernest Cauvin), Angers (rue des Lices), Bergerac (rue Sainte-Catherine), Bordeaux (cours Victor-Hugo), Cherbourg (aujourd'hui Cherbourg-en-Cotentin (rue Gambetta), Deauville (avenue de la République), Enghien-les-Bains (rue de l’Arrivée), Melun (rue Saint-Aspais), Moissac (rue Malavieille), Montauban (rue de la comédie), Paris (gare Montparnasse, passage du Havre, 32 avenue de Lyon, place de la Bastille), Reims (rue des Capucins), Tarbes (rue Brauhauhau), Toulouse (rue de Metz), Villeneuve-sur-Lot (rue de Penne), une succursale à Alger (rue Richelieu), Bruxelles (rue Achille Detienne) et Casablanca (rue de l’Horloge) et pour finir quatre magasins en France, un à Lille (4 rue du Priez), un à Lyon (8 rue de l’Hôtel-de-Ville) et deux à Paris (24 avenue Victoria et quai de la Mégisserie).
Le 1er novembre 1964, Truffaut ouvre le premier Garden Center (jardinerie) de France dans la commune du Chesnay, le magasin existe toujours.
En 1967, Truffaut quitte Versailles et s'installe pour partie dans la commune voisine du Chesnay au 56 avenue Dutartre pour partie en province.
En 1970, l’entreprise expérimente de nouvelles gammes, dont l’animalerie et la boutique de loisirs et décoration.
En 1973, la Société de Production Grainière a le contrôle des Établissements et Laboratoires Georges Truffaut. Par la suite, l'entreprise Clause lance une O.P.A sur la Société de Production Grainière, pour éliminer ce concurrent. Clause intégrera la partie recherche sur le végétal, les graines et la sélection et pépinières des Établissements et Laboratoires Georges Truffaut. Une nouvelle société est fondée pour gérer la partie commerciale des Établissements et Laboratoires Georges Truffaut, à savoir l'usine d’engrais, de conditionnement, le réseau de magasins et de revendeurs, le garden center du Chesnay et les 3 hectares de production.
En 1976, c'est l'installation du siège social des Établissements horticoles Georges Truffaut, de la production de rosiers, ainsi que des usines de conditionnements d'oignons ou de bulbes, qui sont transférés du 56 de l’avenue Dutartre au Chesnay, au 21 rue des Pépinières à Vineuil sur 7,3 hectares. Le siège administratif se trouve dans les locaux de l'entreprise Clause à Brétigny, qui en est la propriétaire depuis 1973.
En 1977, il ne reste que deux magasins : le magasin du Chesnay et les deux magasins de Paris. Truffaut décide donc de développer un projet de franchises.
En 1978, Truffaut développe le concept de la franchise pour son enseigne et ouvre un magasin pilote à Blois-Saint-Gervais-la-Forêt, le Marché Truffaut.
En 1980, l'entreprise lance son réseau de franchises pour étendre son activité, un deuxième magasin pilote à Nantes et un franchisé en Belgique.
En 1981, les magasins de Paris sont vendus pour devenir des revendeurs et le premier franchisé arrive à Rennes.
En 1986, le magasin du Chesnay rouvre.
En 1987, le développement de l’enseigne Truffaut incite Clause à passer ses magasins Florélites, reconnaissables à leur architecture dôme ou coupole couvrant une surface de 1 400 m2, sous l'enseigne Truffaut. Les magasins coupoles, situés près des nationales ceinturent la région parisienne. Le premier à avoir ouvert fut celui de Plaisir (Yvelines) en 1967[source insuffisante]. La coupole va en devenir le symbole, et devant le succès de ce concept dont les surfaces font plus de 10 000 m2, plusieurs autres magasins vont adopter l'architecture en coupole : La ville de Blois en 1974 sur 12 hectares avec une coupole de 1 400 m2, le 14 septembre 1974), le magasin subit un grave incendie(la coupole a été rasée pour la transformation du magasin en 2002), grâce à cette transformation, le magasin deviendra la plus grande jardinerie de France. Rennes (1971), Laval (1976) ,  Baillet-en-France en 1976, Saint-Fargeau-Ponthierry en 1977, Villeparisis en 1978, Servon en 1982 et Le Mans en 1987.
En 1990, Truffaut est racheté au groupe Clause par le groupe Louis Delhaize via la holding de Cora Revillon.
En 1991, le développement des réseaux de revendeurs et de franchisé est arrêté.
En 1993, est lancé le premier guide à thème Le guide de votre jardin, il est édité un numéro par an, le dernier numéro sort en 1999. Il est décliné aux autres univers de l'entreprise, L'univers des animaux (1994), Vivre avec les plantes dans la maison (1997), Les tendances déco (1998) et Créez votre monde (1998)[source secondaire nécessaire].
En 1994, Truffaut lance la gamme 'Paradisio' dans l'univers de l'animalerie. Le premier guide L'univers des animaux sort cette même année.
Le 1er mars 1995, l'enseigne rouvre son magasin à Herblay qui devient la plus grande jardinerie d'Europe[source secondaire nécessaire].
En 1996, l'enseigne intègre le magasin de Creil-Saint-Maximin et la même année est éditée la première encyclopédie Truffaut.
En 1997, Truffaut s’implante au Royaume-Uni sous le nom « Garden & Leisure » et ouvre le 16 avril la première jardinerie à Paris sur 2 200 m2. Elle ouvre la même année un magasin à Saint-Malo, Nantes en mars et un autre à Pau le 24 septembre.
En 1998, le siège social quitte le site de la Ferme de la Maison Neuve à Brétigny-sur-Orge ainsi que le site de Vineuil et déménage sur le site de la Ferme des Folies dans la ville de Lisses. Le guide Les tendances déco sort et le magazine Créez votre monde est lancé, mais il s’arrête à la fin de l'année 1999[pertinence contestée].
En 1999, l'entreprise intègre en avril un magasin à Chatenay-Malabry anciennement siège des établissements Croux et également les magasins de Nîmes, Saint-Quentin et ouvre un magasin à Mulhouse-Wittenheim.
En 2000, le magasin de Paris Grand Stade ouvre, c'est la réouverture de Toulouse-Balma et c'est aussi l'édition du premier numéro du Truffaut magazine. Une gamme de produits utilisables dans l'agriculture biologique voit également le jour sous la marque « Georges Truffaut ». Elle deviendra par la suite (2009) la gamme « Plus belle sera la Terre ».
En 2001, le magasin de Colmar ouvre, il intègre le magasin des Ulis et les magasins de Blois, Deauville et Orléans rouvrent.
En 2002, les magasins de Coutevroult et Ivry-sur-Seine ouvrent, et une nouvelle franchise à Avignon et Quimper.
En 2003, le magasin de Marseille-Cabries à Plan de Campagne (en avril) ouvre.
En 2004, l'enseigne fête les 180 ans de sa fondation et les magasins de Maugio (le 14 février) et Rennes - Pacé (le 18 février) ouvrent.
En 2005, le magasin de Toulouse-Colomiers ouvre le 25 mars et de Lorient.
En 2006, les magasins de Domus-Rosny-sous-Bois et Mérignac ouvrent et trois nouvelles franchises, Saint-Brieuc, Gournay-en-Bray et Isneauville.
En 2007, les magasins d'Arcueil (La Vache-Noire) et Mantes-Buchelay (le 30 mars) ouvrent, elle intègre le magasin franchisé d'Aubagne le 15 mars et un nouveau franchisé à Lorient le 1er mars.
En 2008, le magasin de Grigny ouvre le 14 février.
En 2010, le magasin de Bry-sur-Marne ouvre le 17 mars et elle intègre les magasins d'Angers-Beaucouzé (fermeture du magasin en 2018), de Carquefou et d'Avignon mi-février.
En 2011, la fondation d'entreprise Georges Truffaut est créée, le magasin de Caen ouvre en avril, elle intègre les magasins de Cholet et Saint-Brieuc.
En 2013 l'entreprise décide de vendre les sept magasins (Percy Thrower's, Gardenlands, Barnett Hill, Melbicks, Huntingdon,Cadbury et Endsleigh) présents en Angleterre sous l'enseigne Garden & Leisure.
En 2014, les magasins de Fourqueux le 5 mars et de Metz fin octobre ouvrent.
En 2017, Truffaut ouvre le 8 novembre un nouveau concept à Boulogne-Billancourt. C'est aussi la réouverture du magasin de Tours le 8 mars. L'entreprise intègre également un nouvel espace dans ses magasins, celui des enfants. Elle sort également un nouveau format de magazine destiné aux enfants Truffaut Kids.
En 2018, le magasin de Toulouse Grand Hôtel ouvre le 8 mars, les magasins du Mans 1er mars et de Paris le 21 septembre rouvre sous le nouveau concept. L'enseigne intègre un magasin à Saint-Jory.
En 2019, une nouvelle franchise ouvre à Rambouillet et le 1er mars trois magasins Jardiland sont cédés à Truffaut, à Limoges, Montélimar et Poitiers. Le 1er octobre, l’entreprise acquiert la Jardinerie Petruccioli, située à Nice et la jardinerie Les Jardins de Provence située à Althen-des-Paluds. Le 6 novembre, un nouveau magasin ouvre à Bordeaux.
En 2021, le magasin de Vélizy ferme ses portes définitivement le 3 juillet.
En février 2023, pour la première fois, un mouvement de grève est mené par les salariés du groupe. Le mouvement social est lancé sur une revendication d'augmentation des salaires.

## Identité visuelle

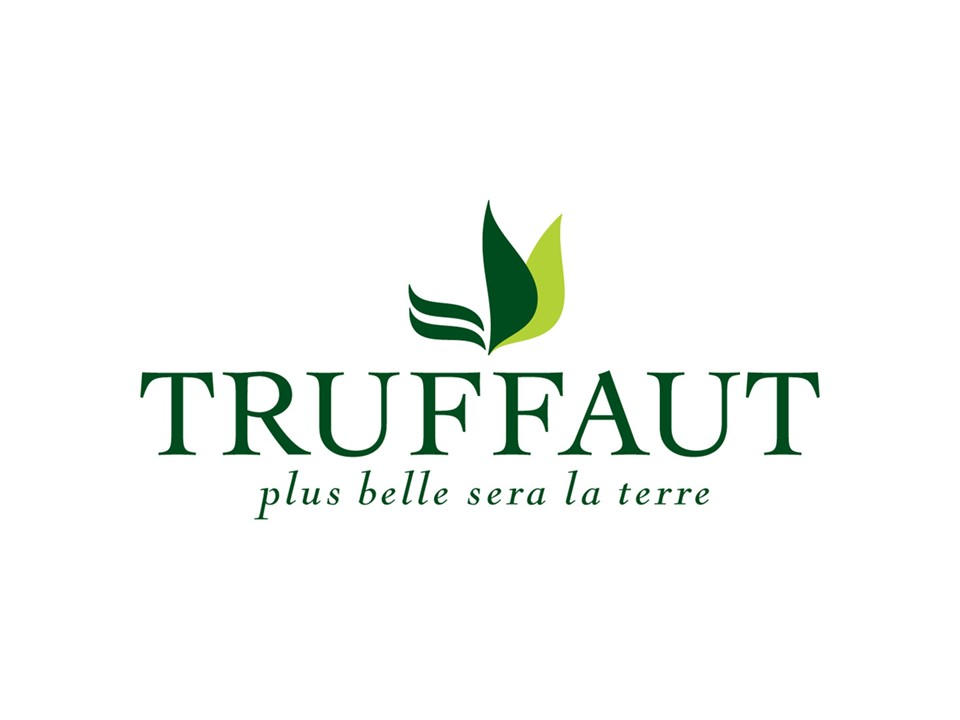
Logo Truffaut de 2000 à 2007
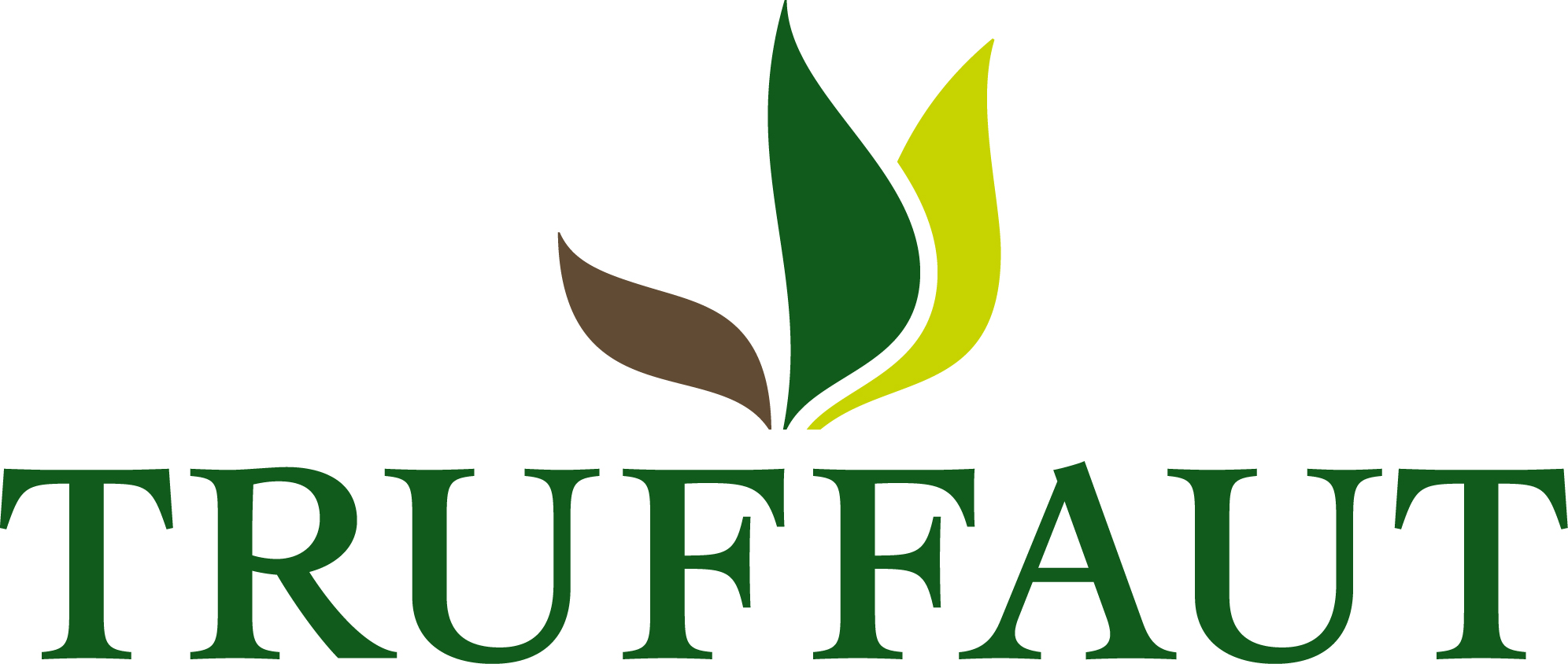
Logo Truffaut de 2008 à 2017
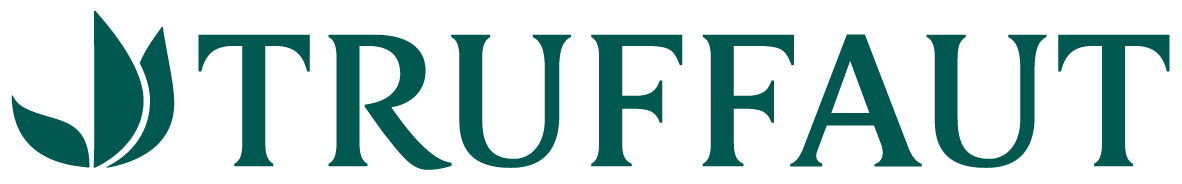
Logo Truffaut depuis 2018